# Robert L. Fish
Robert Lloyd Fish (21 de agosto de 1912; 23 de fevereiro de 1981)  foi um escritor americano de ficção criminal e também biógrafo.

## Biografia

#### Vida pessoal
Fish nasceu em Cleveland, Ohio em 21 de agosto de 1912, faleceu em Trumbull, Connecticut, em 23.02.1981, estudou engenharia na Case School of Applied Science, onde se graduou em 1933. Depois disso, ele teve uma carreira de sucesso em administração e consultoria, trabalhando em diversos países que mais tarde foram usados para situar as suas estórias.
Casou-se com Mamie Kates, também de Cleveland, e tiveram duas filhas.

### Carreira de escritor
Em 1960, enquanto trabalhou no Rio de Janeiro, onde viveu por uma década  ele apresentou seu primeiro conto para a Ellery Queen Mistério Magazine. Na sequência escreveu mais de 30 romances e numerosos outros contos.
Seu romance de estreia  O fugitivo (The Fugitive), lhe rendeu o prêmio dos Mystery Writers of America's Edgar Allan Poe Award em 1962, e seu conto "Moonlight Gardener" foi agraciado com um Edgar como melhor conto de 1972. Seu romance de 1963, Mute Witness, escrito so o pseudônimo Robert L. Pike, foi filmado em 1968 como Bullitt, e foi estrelado por Steve McQueen. Também escreveu o romance Pursuit (adaptado numa minissérie de TV em duas partes Twist of Fate), e uma paródia de Holmes intitulada The Memoirs of Schlock Holmes.
Em 1963, Fish completou uma obra deixada inacabada por Jack London's intitulada Agência de assassínios Ltda. (The Assassination Bureau, Ltd) baseada em um manuscrito com notas adicionais deixadas por Jack London em um esboço feito por sua viúva, a também escritora Charmian Kittredge London, pouco antes da morte dela em 1955.

### Morte
Fish morreu em fevereiro de 1981 em sua casa em Trumbull, Connecticut.

### Prêmios
- 1962 Mystery Writers of America's Edgar Allan Poe Award pelo melhor romance de estreia: The Fugitive
- 1972 Edgar Allan Poe Award pelo melhor conto: "Moonlight Gardener", Argosy, em dezembro de 1971.

Dois outros contos, "Double Entry" (EQMM, January 1969) e "Hijack" (Playboy, agosto de 1972), foram indicados para o Edgar na categoria de melhores contos, mas não levaram o prêmio.

### Legado
A Prêmio Memorial Robert L. Fish, custeado pelo espólio do autor, premia anualmente, desde 1984, por intermédio dos Escritores de mistério da América (Mystery Writers of America) para o melhor conto de estreia de um autor americano.

### Obras
| nº | Título original                     | série                                | filme ou seriado                 | Ano    |
| -- | ----------------------------------- | ------------------------------------ | -------------------------------- | ------ |
| 01 | The Fugitive                        | (Captain Jose Da Silva Mystery #1    |                                  | (1962) |
| 02 | Mute Witness (a)                    |                                      | foi filmado em 1968 como Bullitt | (1963) |
| 03 | Isle of the Snakes                  | (Captain Jose Da Silva Mystery #2 ), |                                  | (1963) |
| 04 | The Shrunken Head                   | (Captain Jose Da Silva Mystery #3 ), |                                  | (1963) |
| 05 | The Diamond Bubble                  | (Captain Jose Da Silva Mystery #5 ), |                                  | (1966) |
| 06 | Always Kill A Stranger              | (Captain Jose Da Silva Mystery #6 ,  | 1972 como Missão Matar           | (1967) |
| 07 | The Murder League                   |                                      |                                  | (1968) |
| 08 | The Bridge That Went Nowhere        | (Captain Jose Da Silva Mystery #7 )  |                                  | (1968) |
| 09 | The Xavier Affair                   | (Captain Jose Da Silva Mystery #8) , |                                  | (1970) |
| 10 | The Green Hell Treasure             | (Captain Jose Da Silva Mystery #9 ), |                                  | (1971) |
| 11 | Trouble in Paradise                 | (Captain Jose Da Silva Mystery #10 ) |                                  | (1975) |
| 12 | My life and the beautiful game. (b) |                                      |                                  | (1978) |
| 13 | Pursuit                             |                                      | Twist of fate (para TV)          | (1978) |
| 14 | Brazilian Sleigh Ride               | (Captain Jose Da Silva Mystery #4 )  |                                  | (1988) |
| 15 | Moonlight gardener                  |                                      |                                  | (2002) |

(a)  escrito sob o pseudônimo Robert L. Pike 

(b) com Pelé, Edson Arantes do Nascimento, sendo autobiografia deste.